# Opistophthalmus chrysites
Espèce
Opistophthalmus chrysites est une espèce de scorpions de la famille des Scorpionidae.

## Distribution
Cette espèce vit dans la région de Kunene (Namibie) et dans la province de Namibe (Angola). Elle se rencontre dans le Kaokoveld.

## Description
Le mâle holotype mesure 78 mm et la femelle paratype 67 mm.

## Publication originale
- Lawrence, 1967 : Additions to the fauna of South West Africa: Solifuges, Scorpions and Pedipalpi. Scientific Papers Namib Desert Research Station, no 34, p. 1-19 (texte intégral).